# Albania (журнал)
Albania (рус. Албания) — литературный журнал, который издавал албанский общественный деятель и писатель Фаик Коница с 1896 по 1910 год. Журнал сыграл значительную роль в формировании литературного албанского языка в его тоскском диалекте.
После переезда в Бельгию 22-летний Фаик Коница основал в 1896 году журнал «Albania». Первый номер журнала вышел 25 марта 1897 года в Брюсселе. Первые номера выходили на албанском, позднее выходили отдельные номера на французском языке. С 1902 по 1910 год журнал печатался в Лондоне.
Журнал распространялся во всех странах Европы и в Османской империи. Распространением журнала занимался албанский журналист Шахин Колонья, который позднее стал издавать журнал «Drita», ставший первым журналом на албанском языке, использовавшим современную албанскую орфографию.
Содержание журнала охватывало многочисленные темы, касающиеся албанской истории, политики, археологии, языка, экономики, религии и искусства, что привело к тому, что журнал стал своеобразной периодической энциклопедией.
С журналом сотрудничали различные деятели национально-освободительного движения и культурного возрождения, в том числе писатели поэты Гергь Фишта, Андон Зако Чаюпи, Констандин Кристофориди и Тими Митко.